# Alotropia

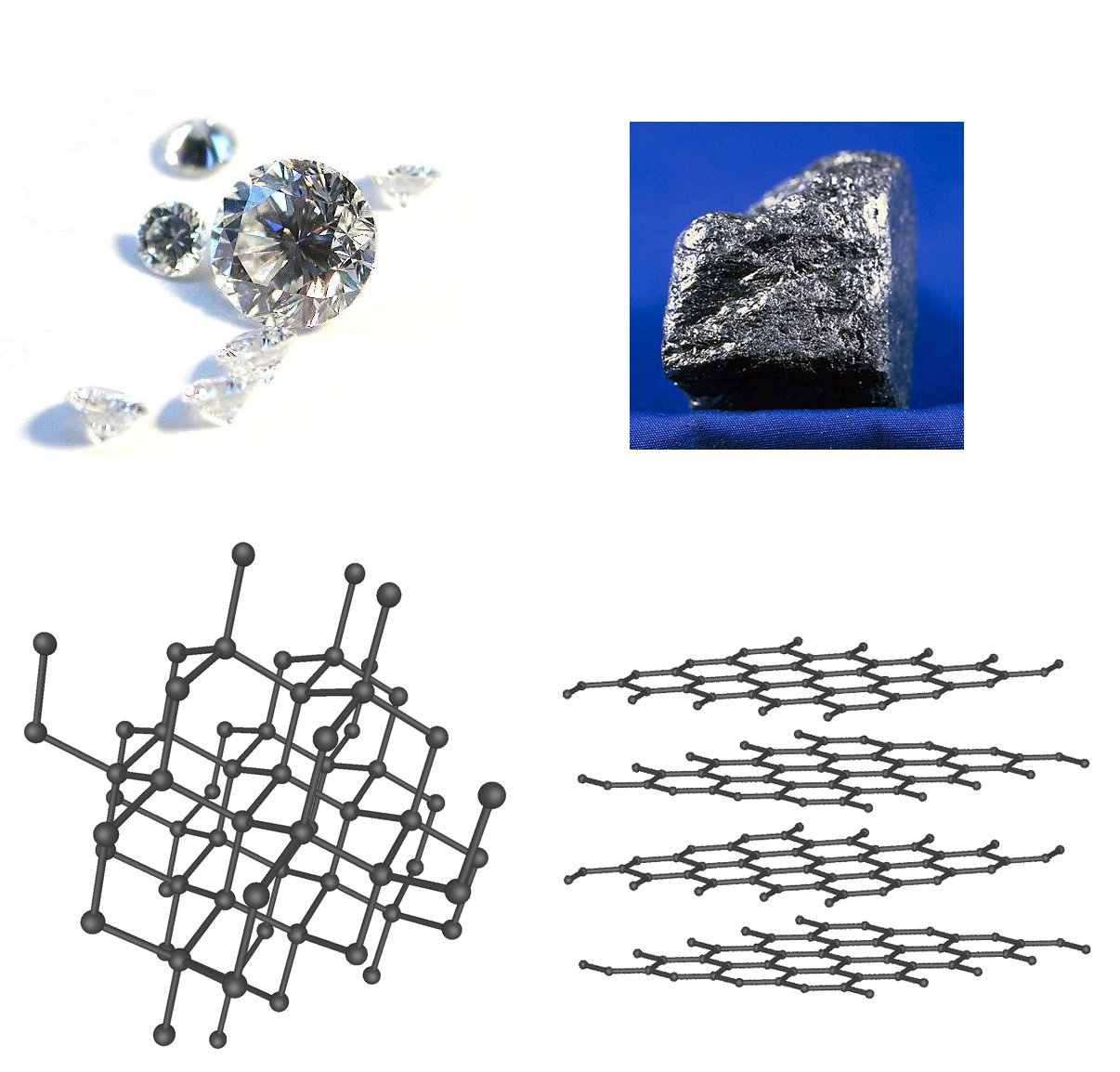
Estruturas do diamante e do grafite.

Alotropia (do grego ἄλλος [állos], "outro, diferente", e -τροπος [tropos], "maneira") foi uma denominação atribuída por Jöns Jacob Berzelius ao fenômeno em que um mesmo elemento químico pode originar duas ou mais substâncias simples diferentes. São alótropos os carbonos, enxofre, oxigênio, entre outros.
O elemento carbono (símbolo C, número atômico 6) forma as substâncias grafite e diamante de forma natural e os fulerenos de forma artificial. O grafite é um sólido escuro e pouco resistente, apresenta massa específica de 2,22g/cm³. Do ponto de vista microscópico, é um sólido constituído pela união de enorme quantidade de átomos de carbono, e cada um deles apresenta geometria molecular trigonal plana. Já o diamante é um sólido transparente e muito duro, apresenta massa específica de 3,51g/cm³. É a substância natural mais dura de que se tem conhecimento. Por causa disso é usado para cortar vidro e fazer brocas. Sua dureza é atribuída ao modo como os vários tetraedros de carbono se apresentam ligados. 
O elemento oxigênio (símbolo O, número atômico 8) é encontrado na atmosfera na forma de gás oxigênio (moléculas biatômicas de fórmula molecular O2) e de gás ozônio (moléculas triatômicas de fórmula molecular O3). 
O gás oxigênio é o segundo componente mais abundante do ar atmosférico. Ele corresponde a 21% do volume do ar seco e sem poluentes. É impossível a sobrevivência da maioria dos seres vivos sem oxigênio. É também impossível fazer a combustão de um material, como gasolina ou álcool, na ausência desse gás.
O ozônio é um gás que existe em pequena quantidade no ar que respiramos, mas em maior quantidade numa altitude de 20 km a 40 km, constituindo a camada de ozônio. Ela tem um papel muito importante, pois impede que boa parte dos raios ultravioleta do Sol chegue à superfície terrestre. O excesso desses raios pode causar, no ser humano, lesões nos olhos, na pele e no sistema imunológico; além disso, nos seres fotossintetizantes, interfere na fotossíntese, diminuindo o rendimento das lavouras e matando o alimento dos peixes pequenos, o que prejudica a vida nos oceanos.
O elemento químico enxofre (símbolo S, número atômico 16) forma moléculas octatômicas S8. No estado sólido, moléculas S8 agrupam-se e constituem o retículo cristalino molecular. Há, contudo, duas formas distintas - ambas naturais - de enxofre, um é chamado de enxofre rômbico; e o outro, de enxofre monoclínico. Ambos são de cor amarelada, e, quando vistos muito de perto, percebe-se que têm formatos diferentes.
O elemento químico fósforo (símbolo P, número atômico 15) forma moléculas tetratômica de fósforo branco (fórmula molecular P4). Trata-se de uma substância que pode queimar espontaneamente se estiver em contato com o oxigênio do ar. Por isso é guardada submersa em água. Já se teve notícia de bombas incendiárias usadas em guerras e guerrilhas que se baseavam nessa propriedade química do fósforo branco. O elemento fósforo também forma macromoléculas, isto é, moléculas muito grandes, nas quais estão presentes bilhões de átomos. Elas são representadas por Pn (ou, simplesmente, P) e pertencem à substância denominada fósforo vermelho. Esta variedade alotrópia não precisa ser guardada submersa em água, uma vez que não apresenta a propriedade de queimar espontaneamente em contato com o ar.